# Bubanj (jezero)
Bubanj  (srp. Језеро Бубањ) je umjetno jezero ali nastalo prirodnim putem, nalazi se 1 km od centra Kragujevca u središnjoj Srbiji. Ono se akumuliralo na prostoru bivše ciglane. Napaja se s jakog izvora Bubanj i padalina. U početku, na području današnjeg jezera, je bilo nekoliko manjih lokvi. Lokve su rasle i od njih je nastalo malo jezero, koje se postupno povećavalo. Ono je površine preko 3 ha i prosječne dubine je oko 1,2 m.